# Henri Andrillat
Henri Andrillat, né le 18 juillet 1925 à Saint-Genis-Laval et mort le 8 janvier 2009 à Montpellier, est un astronome français enseignant à la faculté des sciences de Montpellier.

## Biographie
Né à Saint-Genis-Laval dans une famille d’instituteurs il y fait ses études, obtient une licence d’enseignement de sciences puis est recruté en 1947 comme assistant puis aide-astronome à l’observatoire de Lyon. Il y prépare une thèse sur les nébuleuses planétaires sous la direction de Jean Dufay, C'est en prenant des spectres à l'observatoire de Haute-Provence qu’il y rencontre Yvette Ribelaygue, elle aussi en mission d’observation, avec qui il se marie en 1950.
Henri Andrillat soutient sa thèse, intitulée « Les températures électroniques des nébuleuses planétaires » le 2 avril 1955 à la faculté des sciences de Paris devant un jury prestigieux composé de André Danjon, Évry Schatzman et Alfred Kastler.
S'intéressant à la cosmologie il travaille cette discipline principalement en autodidacte et réalise avec Yvette Andrillat en 1964 des spectres de 3C 273 le premier quasar qui vient d’être découvert.
Dès 1960 il enseigne à la faculté des sciences de Montpellier où il est nommé professeur en 1963. Sa contribution majeure à la recherche astronomique française est d'avoir introduit la cosmologie dans l'enseignement supérieur, au moment où la théorie du Big Bang était validée. Il excella dans cet enseignement par l'extraordinaire clarté de ses cours.
Il a eu notamment comme étudiants :
- Jean-Pierre Luminet[5].

Il a dirigé et développé le Laboratoire d'astronomie de l’université Montpellier 2 devenu par la suite le GRAAL (Groupe de recherche en astronomie et astrophysique du Languedoc).
Enfin Henri Andrillat s’est fortement investi dans la constitution, la préservation et la valorisation du patrimoine instrumental, et notamment du télescope grégorien de 1770 qui avait équipé l’observatoire de Montpellier à la fin du XVIIIe siècle et de celui de  Foucault de 1877.  
L’astéroïde (7721) Andrillat a été baptisé en l'honneur des époux Andrillat : Yvette Andrillat, astronome spécialisée en spectroscopie et Henri Andrillat, éminent cosmologiste.

## Publications
- Introduction à l'étude des cosmologies, Armand Colin, 1970,  (ISBN 978-2200240134).
- L'Univers sous je regard du temps, Masson, 1992,  (ISBN 2-225-82779-6).